# Obyszcze
Obyszcze (ukr. Обище) – wieś na Ukrainie, w obwodzie żytomierskim, w rejonie olewskim. W 2001 roku liczyła 309 mieszkańców.